# Cornlea
Cornlea és una població dels Estats Units a l'estat de Nebraska. Segons el cens del 2000 tenia 41 habitants.

## Demografia
Segons el cens del 2000, Cornlea tenia 41 habitants, 14 habitatges, i 9 famílies. La densitat de població era de 175,9 habitants per km².
Dels 14 habitatges en un 42,9% hi vivien nens de menys de 18 anys, en un 57,1% hi vivien parelles casades, en un 7,1% dones solteres, i en un 28,6% no eren unitats familiars. En el 28,6% dels habitatges hi vivien persones soles el 7,1% de les quals corresponia a persones de 65 anys o més que vivien soles. El nombre mitjà de persones vivint en cada habitatge era de 2,93 i el nombre mitjà de persones que vivien en cada família era de 3,7.
Per edats la població es repartia de la següent manera: un 43,9% tenia menys de 18 anys, un 4,9% entre 18 i 24, un 26,8% entre 25 i 44, un 12,2% de 45 a 60 i un 12,2% 65 anys o més.
L'edat mediana era de 28 anys. Per cada 100 dones de 18 o més anys hi havia 109,1 homes.
La renda mediana per habitatge era de 33.750 $ i la renda mediana per família de 35.833 $. Els homes tenien una renda mediana de 31.250 $ mentre que les dones 26.250 $. La renda per capita de la població era de 9.627 $. Cap de les famílies estaven per davall del llindar de pobresa.

## Poblacions més properes
El següent diagrama mostra les poblacions més properes.